# Cantó de Sant Porçanh de Siula
El cantó de Sant Porçanh de Siula és un cantó francès del departament de l'Alier, situat al districte de Molins. Té 14 municipis i el cap és Sant Porçanh de Siula.

## Municipis
- Baiet
- Bransat
- Cesset
- Contigny
- Laféline
- Loriges
- Louchy-Montfand
- Marcenat
- Monétay-sur-Allier
- Montord
- Paray-sous-Briailles
- Sant Porçanh de Siula
- Saulcet
- Verneuil-en-Bourbonnais

## Història
| Data d'elecció                           | Identitat          | Partit          | Qualitat |
| ---------------------------------------- | ------------------ | --------------- | -------- |
| 1945-1958                                | François Jouvençon | SFIO            |          |
| 1958-1970                                | Louis Dumas        | CNIP            |          |
| 1970-1982                                | Ernest Maximin     | PCF             |          |
| 1982-                                    | Bernard Coulon     | UDF, després NC |          |
| les dades anteriors no són pas conegudes |                    |                 |          |
|                                          |                    |                 |          |

## Demografia
| 1962  | 1968   | 1975   | 1982   | 1990   | 1999   | 2007   |
| ----- | ------ | ------ | ------ | ------ | ------ | ------ |
| 9.897 | 10.680 | 10.579 | 10.227 | 10.207 | 10.644 | 10.789 |